# Jetzkapelle
Die Jetzkapelle ist eine katholische Wegkapelle im zur Stadt Altötting gehörenden Weiler Unterschlottham im oberbayerischen Landkreis Altötting.
Sie wurde 1836 nördlich des Ortes errichtet. Im Jahr 2000 wurde sie vom ursprünglichen Standort um wenige Meter nach Westen transloziert.
Die Kapelle steht einschließlich Ausstattung unter Denkmalschutz.